# Stephen Miller (Gouverneur)

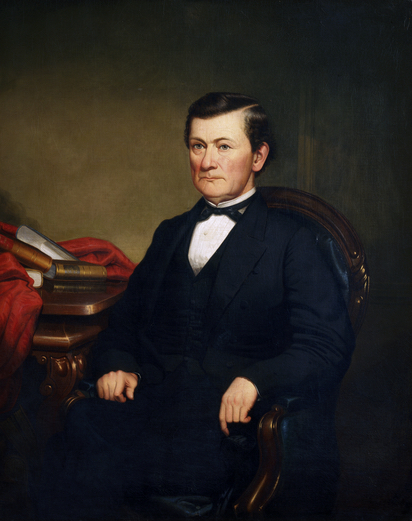
Stephen Miller

Stephen Miller (* 17. Januar 1816 im Carroll Township, Pennsylvania; † 18. August 1881 in Worthington, Minnesota) war ein US-amerikanischer Politiker der Republikanischen Partei. Er war der vierte Gouverneur des Bundesstaates Minnesota.

## Leben

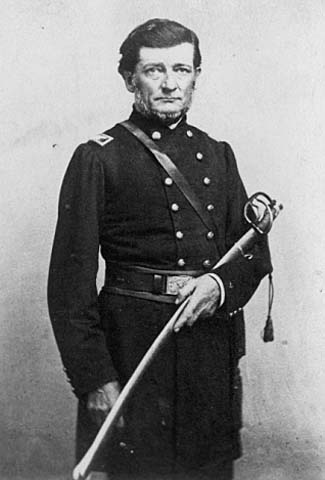
Stephen Miller als Oberst der USA im Jahre 1863

Stephen Miller war ein erfolgreicher Geschäftsmann, als er sich im Alter von 42 Jahren dazu entschied, Pennsylvania zu verlassen und seinem Freund Alexander Ramsey nach Minnesota zu folgen. In St. Cloud gründete er ein Handelsunternehmen und etablierte sich als Politiker in der Republikanischen Partei. Während des Sezessionskrieges konnte sich der bis dorthin unerfahrene Soldat im ersten Regiment der Freiwilligeninfanterie von Minnesota vom Private zum Oberst hinaufarbeiten. 1862 kehrte er aus dem Krieg zurück und ersetzte Henry Hastings Sibley als Befehlshaber im Camp Lincoln in Mankato. Dort überwachte er die von seinem Vorgänger angewiesene und von Präsident Lincoln bestätigte Exekution von 38 der ursprünglich 303 verurteilten Dakota-Indianer infolge des Sioux-Aufstandes.
Aufgrund seiner militärischen Erfolge und der Unterstützung durch Alexander Ramsey wurde Miller 1863 zum vierten Gouverneur von Minnesota gewählt. Er war damit der erste Veteran aus dem Bürgerkrieg, der dieses Amt übernahm. Miller setzte sich unter anderem nachdrücklich für die Aufnahme des Wahlrechts für Afroamerikaner in die Verfassung von Minnesota ein, blieb aber weitgehend erfolglos. 1866 trat nicht zu einer Wiederwahl an und wurde arbeitslos. Erst 1871 fand er eine Anstellung bei einer Eisenbahngesellschaft in Windom. 1873 wurde er zum Abgeordneten im Repräsentantenhaus von Minnesota gewählt, 1876 war er Wahlmann im Electoral College.